# Hormona tiroidal

tiroxina (T₄)

triiodotironina (T₃)

Les hormones tiroidals, tiroxina (T₄) i triiodotironina (T₃), són hormones basades en la tirosina i produïdes per la glàndula tiroide. Afecten pràcticament tots els processos fisiològics del cos humà, com són el creixement i desenvolupament, el metabolisme, la temperatura corporal i el ritme cardíac. Un component important en la síntesi d'hormones de la tiroide és el iode. L'hormona tiroidal principal de la sang és la tiroxina (T₄), que té una vida mitjana més llarga que la T₃. La proporció d'alliberada a la sang de T₄ a T₃ és d'aproximadament 20 a 1. La tiroxina es converteix en la T₃ activa (de tres a quatre vegades més potent que la T₄) dins de les cèl·lules per deiodinases (5'-iodina). Aquestes són processades posteriorment per descarboxilació i desiodació per produir iodotironamina (T1a) i tironamina (T0a).